# Burg Dattenfeld
Die Burg Dattenfeld ist ein befestigtes Haus im Windecker Teilort Dattenfeld.

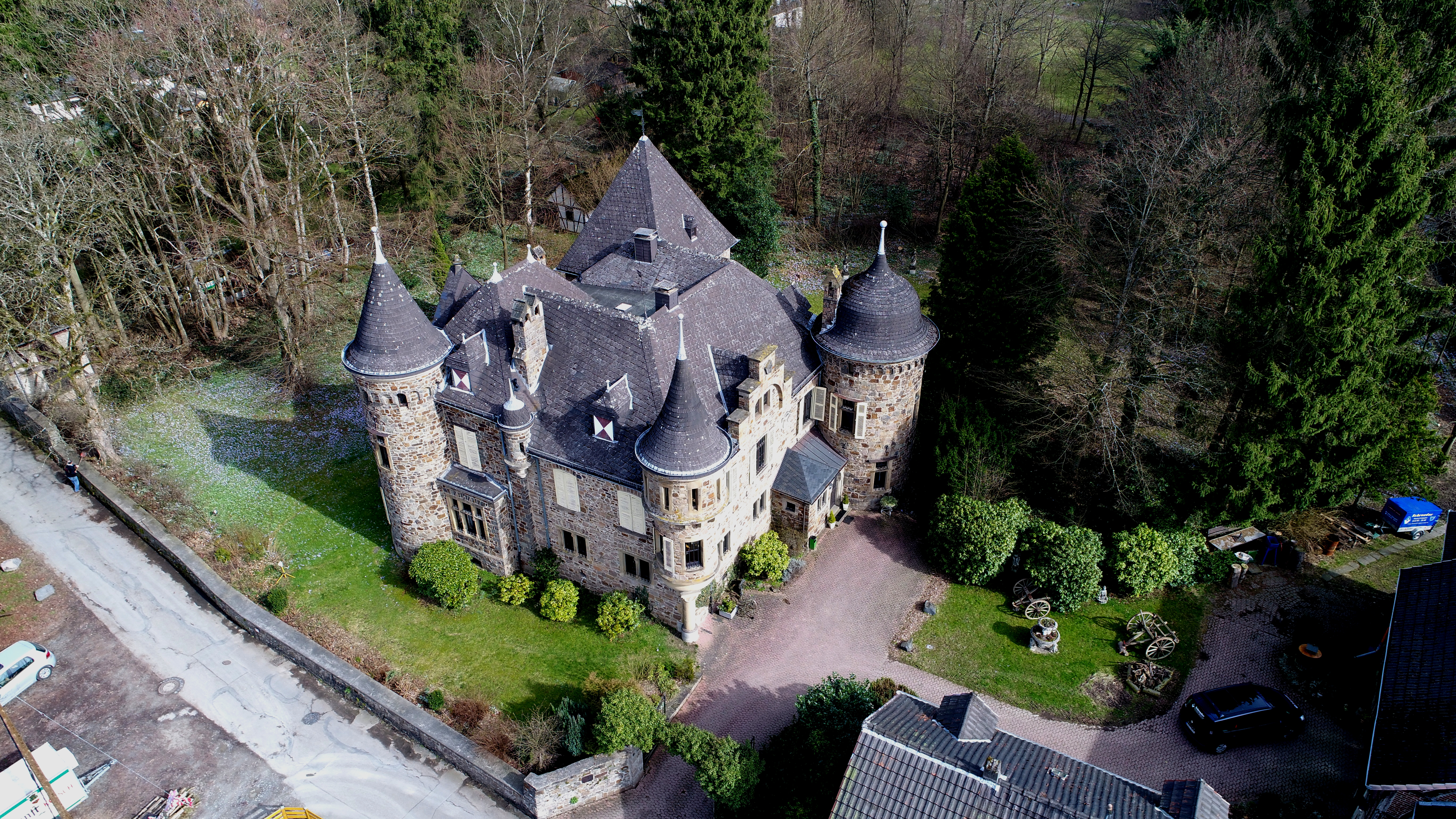
Burg Dattenfeld

Die Burg Dattenfeld wurde nicht wie meist vermutet von Pfarrer Johann Robens erbaut, sondern von seinem Bruder Jacob Robens, der Gerichtsschreiber in Windeck war. Von Johann Robens stammen umfangreiche Aufzeichnungen aus dem Dreißigjährigen Krieg. Der rechteckige Kern mit angrenzendem Turm der Burganlage entstand zwischen 1619 und 1629 und wurde später um 1840, durch mehrere An- und Umbauten erweitert. Die Wetterfahne des Hauses zeigt das Jahr 1629. Durch die Umbauten am Haus und durch die türmchenbesetzte Außenmauer wirkt die Anlage wie ein Herrensitz.

## Nutzung
Folgende ehemalige Besitzer sind auf der Infotafel am Tor der Anlage verzeichnet:
- Graf Kurtzrock-Wellingsbüttel
- Freiherr von Leonhart
- Familie Caminneci
- Freiherr von Canstein
- Familie Wernze
- Axel Schönfelder

In der heute im Privatbesitz befindlichen Burg, die auch als Außenstelle der Gemeindeverwaltung Windeck fungiert, kann standesamtlich geheiratet werden. Ebenso kann die Burg für Hochzeiten gebucht werden und es finden viele öffentliche Veranstaltungen auf dem Burgpark statt.
Das Anwesen liegt auf einem über 6.000 m² großen Grundstück und hat eine Wohnfläche von fast 600 m².